# Полидор (син на Приам)
Вижте пояснителната страница за други значения на Полидор.
Полидор (на старогръцки: Πολύδωρος, Polydoros, на латински: Polydorus) в древногръцката митология е най-малкият син на Приам, царят на Троя и на
Хекуба (според Омир на Лаотоя (Лаотое), дъщерята на Алтес, царят на лелегите).
Според драмата „Хекуба“ от Еврипид, баща му го изпраща преди падането на Троя, по време на Троянската война, за сигурност и възпитание при своята най-голяма дъщеря Илона, която е омъжена за тракийския цар Полиместор в Херсонес. Полидор бил изпратен с големи съкровища. След превземането на Троя обаче, Полиместор убил Полидор от алчност, хвърлил трупа му в морето и взел даровете за себе си.
Той е изхвърлен на брега на морето и майка му Хекуба (вече гръцка робиня) го намерила, когато отишла за вода за погребението на Поликсена. По молба на Хекуба, Агамемнон разрешава Полидор да е погребан заедно с неговата пожертвана сестра Поликсена.
Според трагиците Хекуба по-късно си отмъстила за него, като извадила очите на Полиместор и убила неговите деца.
- Хекуба намира Полидор, от Виргил Солис – P. Ovidii Metamorphosis, 1581
- Хекуба ослепява Полиместор, от Giuseppe Maria Crespi, Брюксел, 18 век